# 's Heeren Loo

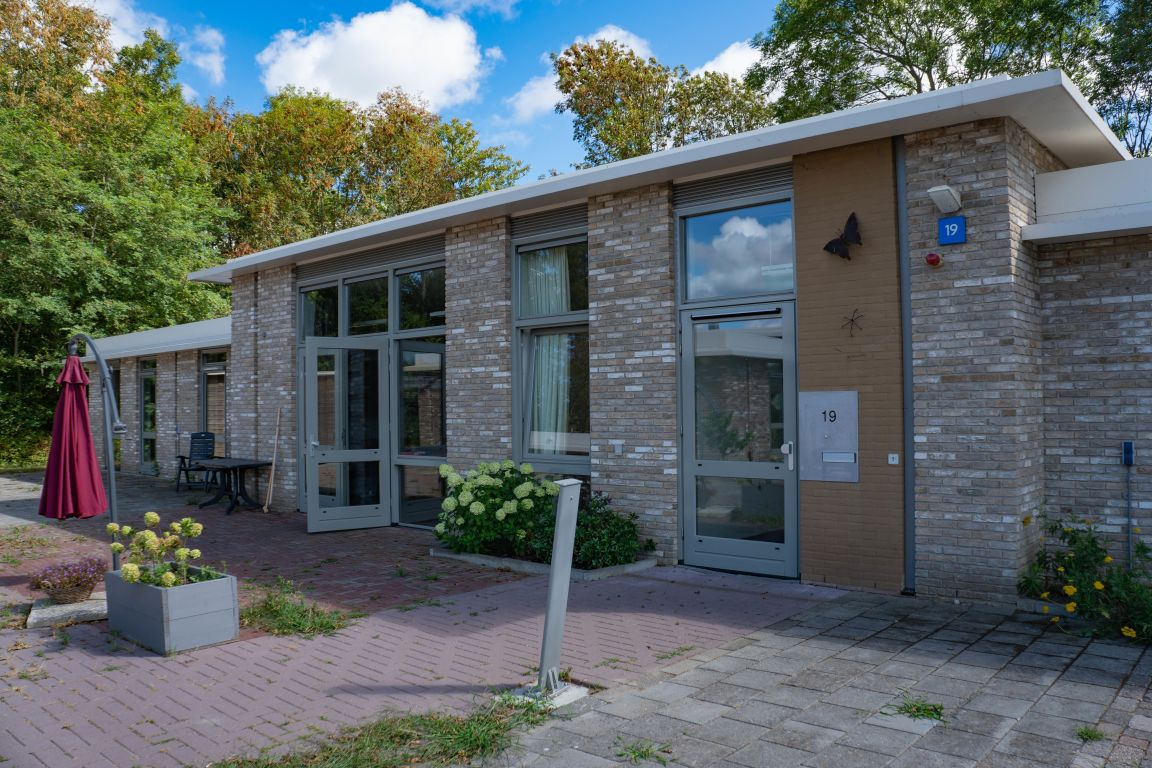
Woning in Julianadorp voor mensen met een verstandelijke beperking met 24-uursbegeleiding.

's Heeren Loo is een instelling voor verzorging, begeleiding en behandeling van mensen met een verstandelijke beperking. Het is de grootste organisatie in de gehandicaptenzorg in Nederland, met locaties verspreid over het hele land.

## Geschiedenis
In 1891 opende de Vereeniging tot opvoeding en verpleging van idioten en achterlijke kinderen een instelling op het landgoed 's Heeren Loo te Ermelo. Dit kwam tot stand door de inzet van onder anderen de Voorthuizer predikant dr.mr. Willem van den Bergh (1850 - 1890). Het was een handreiking naar protestants-christelijke gezinnen met een kind met een verstandelijke beperking. Bovendien was dit ongeveer het begin van wat later ging heten: 'zorg voor mensen met een verstandelijke beperking'. Fokko Kortlang, een van de grondleggers van 's Heeren Loo, nam in 1890 zijn intrek in het Heerenhuus, dat later onder meer dienstdeed als regiokantoor.
De vereniging gaf de zorg vorm naar de inzichten van die tijd: mensen werden opgenomen in grote inrichtingen, ver van de bewoonde wereld in de heilzaam geachte bos- of zeelucht. In 1907 ging in Ermelo 'Groot Emaus' van start voor hulp aan jongeren met een lichte verstandelijke beperking. In 1911 opende in Ermelo een instelling voor meisjes: 'Lozenoord'. Instellingen voor de zorg aan verstandelijk beperkten uit alle delen van Nederland kwamen in de loop van jaren onder de paraplu van 's Heeren Loo te vallen. Daaronder in 2019 'Arduin' in Zeeland en in 2020 'De Noorderbrug', een instelling in noord- en oost-Nederland.
Op wetenschappelijk gebied werd in 1931 samen met de Vrije Universiteit het Paedologisch instituut opgericht. In 1967 werd een observatiecentrum geopend: De Ederhorst in Ede. Dit kinderpsychiatrisch centrum kwam later los te staan van 's Heeren Loo.

## Behandeling
In de loop der jaren veranderde de zorg van karakter. De medische benadering maakte plaats voor een orthopedagogische, en later voor het ideaal om mensen met een verstandelijke beperking een zo normaal mogelijke woonomgeving te geven. Beschut in de eigen omgeving of samen met anderen in een woongroep. De medisch en paramedisch deskundigen beperkten zich steeds meer tot de terreinen waarop ze deskundig waren. Voor organisatie en beleid kwamen er steeds meer managers. De grote instituten ontwikkelden zich tot woonzorgparken met een gemengde bevolking (mensen met én zonder beperking) en steeds meer bewoners wonen of werken op kleinschalige locaties in stad of dorp.

## Organisatie
Aanvankelijk bleven de – toen acht – grote instellingen relatief autonoom. Ze werden op afstand aangestuurd door de 'Vereniging 's Heeren Loo', die vooral diaconieën als lid had. In 1994 wordt de Vereniging omgevormd tot een stichting met een raad van bestuur die verantwoordelijk is voor het strategisch beleid.
Na 2003 werden de oude instellingen, die zich hadden ontwikkeld tot 'zorgcentra', opgesplitst in regio's, die vervolgens worden samengevoegd tot vijf sectoren. Die sectoren werden in 2009 weer opgeheven. Er kwamen kleinere regio's, die allemaal werken onder de naam 's Heeren Loo.
De organisatie had in 2022 de zorg voor ongeveer 13.500 cliënten, meer dan 16.000 werknemers en 4600 vrijwilligers. Er waren enkele honderden voorzieningen in 300 plaatsen. De omzet in 2022 was ruim 1 miljard euro. Er werkten meer dan 1300 gedragswetenschappers, artsen en paramedici.
In 2021 kwam Ernst Klunder namens 's Heeren Loo in het bestuur van de Vereniging Gehandicaptenzorg Nederland (VGN). Hij werd benoemd voor een periode van drie jaar.

## Wetenschappelijk onderzoek
's Heeren Loo neemt deel aan wetenschappelijk onderzoek, met het doel om kennis en expertise die een goede zorgverlening bevorderen te vergroten. Er is voor dit doel een afdeling wetenschappelijk onderzoek en kennismanagement (WOK). Een wetenschappelijke raad ziet toe op de kwaliteit en voortgang van de onderzoeksprojecten. Deze raad adviseert de organisatie over wetenschapsbeleid en subsidieaanvragen en toetst die aan de doelen van WOK.
Zorgprofessionals uit de organisatie werken samen met universiteiten en hogescholen. Ze doen dit in onderzoeksprojecten en in de academische werkplaatsen Viveon (onder leiding van de Vrije Universiteit), EMB (Rijksuniversiteit Groningen) en 'Sterker op eigen benen' (Radboudmc).

## Zorgaanbod
’s Heeren Loo heeft zich ontwikkeld van een zorgverlener op instellingsterreinen tot een organisatie met een zorgaanbod op de woonzorgparken en op locaties in de wijk:
- Beschermd (groeps)wonen op woonzorgparken;
- Groepswonen en begeleid zelfstandig wonen in een woonwijk;
- Wonen in een gezinshuis;
- Hulp en ondersteuning thuis: (intensieve) ambulante begeleiding, gezinsondersteuning, hulp bij opvoeden;
- Buitenschoolse en logeer- en weekendopvang;
- Dagbesteding, leren en werken: op locaties van 's Heeren Loo en bij bedrijven en organisaties;
- Onderzoek, behandeling en begeleiding door specialisten en therapeuten (o.a. orthopedagoog; psycholoog; arts (avg); fysiotherapeut; ergotherapeut; logopedist; diëtist).

's Heeren Loo heeft woonzorgparken in Apeldoorn (Groot Schuylenburg), Bedum (Wijk ter Laan), Ermelo, Druten (Boldershof), Julianadorp (Noorderhaven), Noordwijk (Willem van den Bergh), Monster (Het Westerhonk) en Wekerom (De Hartenberg). Ook zijn er door heel Nederland kleinere locaties.

## In opspraak

### Dwang
In 2011 sloot ’s Heeren Loo de afdeling Klooster in Ermelo voor jongeren met een licht verstandelijke beperking en psychiatrische problematiek. Aanleiding hiervoor was het incident met de bewoner Brandon. Op 18 januari 2011 toonde Uitgesproken EO beelden uit deze locatie van deze jongen. Hij kwam nauwelijks buiten en zat regelmatig aan de muur vastgeketend met een tuigje vanwege zijn agressieve en onvoorspelbare gedrag. Een dag na de televisie-uitzending werd in de Tweede Kamer een spoeddebat gehouden over de leefomstandigheden van mensen in zorginstellingen die ernstig in hun bewegingsvrijheid worden beperkt. Een jaar later startte 's Heeren Loo de interne campagne 'Net zo vrij als jij', met het doel het aantal vrijheidsbeperkingen terug te dringen. Uitgangspunt werd 'Nee, tenzij'. De campagne 'Net zo vrij als jij' werd in oktober 2013 afgesloten met een vakcongres. De Inspectie voor de Gezondheid complimenteerde 's Heeren Loo en de sector: "Het is bijzonder dat ’s Heeren Loo zo open en eerlijk laat zien hoe zij van toen naar nu zijn gegaan. Het is goed om te zien dat de hele sector op de goede weg is." Vanaf 2020 is de Wet Bopz overgegaan in de Wet zorg en dwang (Wzd). Ook in deze wet is ‘Nee, tenzij’ het uitgangspunt. Over de toepassing van onvrijwillige zorg rapporteert ’s Heeren Loo jaarlijks in het kwaliteitsrapport.

### Salariëring
In 2007 verdienden de vijf bestuurders van 's Heeren Loo samen 994.014 euro, en stonden daarmee op plaatsen tussen 11 en 17 op de ranglijst van topmanagers in de gehandicaptenzorg die meer verdienden dan de Balkenendenorm. In 2012 ging het bestuur terug naar drie personen. Inmiddels vallen hun salarissen binnen de kaders van de Wet Normering Topinkomens.